# Wolfsgraben
Wolfsgraben osztrák község Alsó-Ausztria St. Pölten-i járásában. 2024 januárjában 1774 lakosa volt. 

## Elhelyezkedése

Wolfsgraben a Sankt Pölten-i járásban

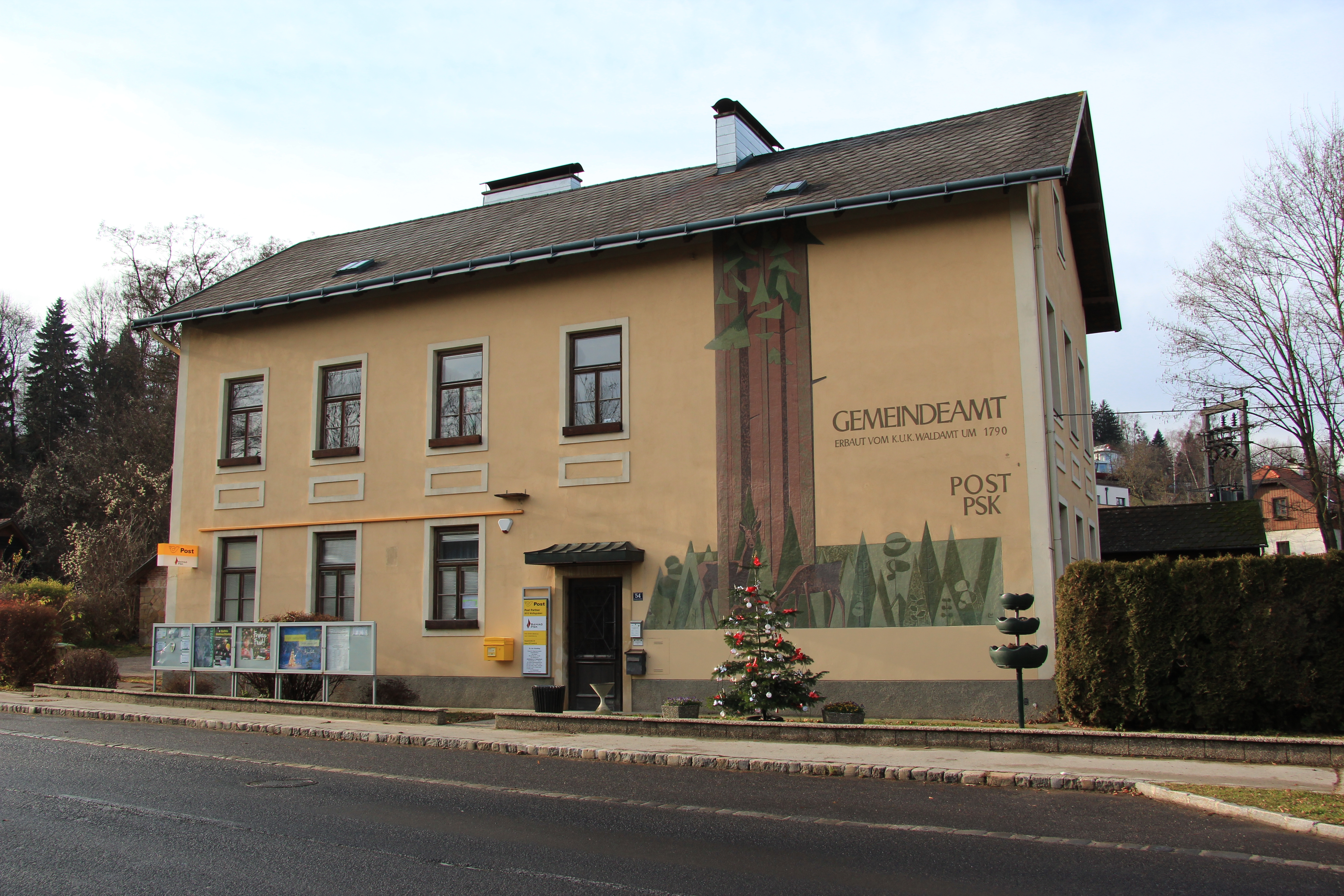
A községháza

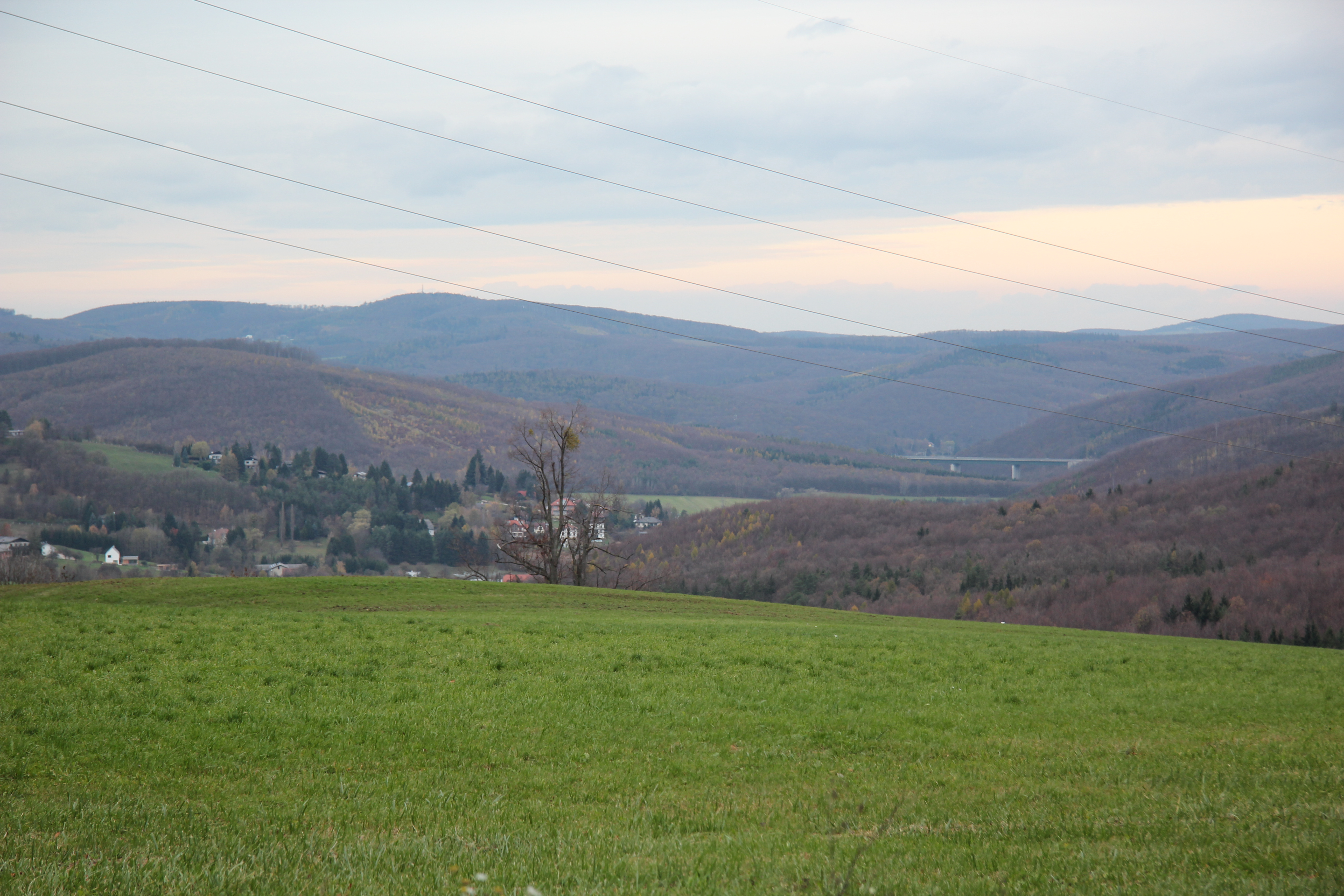
Wolfsgraben

Wolfsgraben a tartomány Industrieviertel régiójában fekszik, a Bécsi-erdőben, a Wolfsgrabenbach patak mentén, Bécstől 15 km-re nyugatra. Legmagasabb pontja a Hengstlberg (619 m). Területének 66,9%-a erdő, 23,5% áll mezőgazdasági művelés alatt. Az önkormányzathoz csak egy település tartozik, ennek részei: Dreikohlstätten, Heimbautal, Kleinhöniggraben, Langseiten, Roppersberg.  
A környező önkormányzatok: északkeletre Purkersdorf, keletre Laab im Walde, délre Breitenfurt bei Wien, délnyugatra Wienerwald, nyugatra Klausen-Leopoldsdorf, északnyugatra Pressbaum.

## Története
Wolfsgrabent csak 1533-ban említik először, területén ekkor elszórtan kis tanyák és favágótelepülések voltak a császári erdőhivatal felügyelete alatt. Bécs 1683-as ostromakor a törökök feldúlták a régiót. A napóleoni háborúk során, 1809-ben a franciák pusztították el a környéket, miután a parasztok két katonájukat megölték. A község 1849-ben alakult, a feudális birtokrendszer eltörlése után. 1870-ben 113 házában 677 lakost számláltak össze. A 19. század végén a bécsi polgárság kedvelt kiránduló- és üdülőhelyévé vált. 1906-ban megalakult önkéntes tűzoltóegylete. Egy évvel később a kalazanciánus rend segítségével felépült a temploma (amely 1935-től plébániatemplom) és egy kis kolostor. A második világháború végén a Vörös Hadsereg 1945. április 3-át követően szállta meg, fosztogatás és a nők megerőszakolása kíséretében.  
2017-ig a Bécskörnyéki járáshoz tartozott, annak megszűnése óta a St. Pölten-i járás része. 

## Lakosság
A wolfsgrabeni önkormányzat területén 2024 januárjában 1774 fő élt. Lakosságszáma az 1970-as évekig 600 körül volt, majd a Bécsből kiköltözők miatt gyors gyarapodásnak indult. 2022-ben az ittlakók 91,3%-a volt osztrák állampolgár; a külföldiek közül 2,2% a régi (2004 előtti), 3,5% az új EU-tagállamokból érkezett. 1,2% a volt Jugoszlávia (Horvátország és Szlovénia kivételével) vagy Törökország; 1,7% egyéb ország polgára volt. 2001-ben a lakosok 70,6%-a római katolikusnak, 5% evangélikusnak, 0,2% ortodoxnak, 1,7% mohamedánnak, 19% pedig felekezeten kívülinek vallotta magát. Ugyanekkor a legnagyobb nemzetiségi csoportot a németek (93,9%) mellett a magyarok alkották 16 fővel (1,1%). 
A népesség változása:

| 2016 | 1 707 |
| 2018 | 1 700 |

## Látnivalók
- a Jézus szíve-plébániatemplom

## Testvértelepülések
- Kolonowskie, Lengyelország (2006)

## Fordítás
- Ez a szócikk részben vagy egészben  a   Wolfsgraben című német Wikipédia-szócikk ezen változatának fordításán alapul.  Az eredeti cikk szerkesztőit annak laptörténete sorolja fel. Ez a jelzés csupán a megfogalmazás eredetét és a szerzői jogokat jelzi, nem szolgál a cikkben szereplő információk forrásmegjelöléseként.